# TABOO (倖田來未の曲)
「TABOO」（タブー）は、2008年10月8日発売の日本の歌手・倖田來未の41作目のシングル。発売元はrhythm zone。

## 解説
- 前作「MOON」から、約4か月ぶりのリリースとなった。カップリング、Remix含む全2曲5Verを収録。一般には「CDのみ」「CD＋DVD」の2形態での発売、さらに今回は初の試みとして、ファンクラブ会員限定で発売された「CDのみ（表題曲である「TABOO」とそのインストメンタルを収録で、ファンクラブ限定オリジナルジャケット、スペシャルグッズ付き）」を合わせると、実質的に3形態での発売となる。各ジャケットもそれぞれ異なっている。
- 初回限定封入特典として、本シングルとライヴDVDである『KODA KUMI Live Tour 2008〜Kingdom〜』購入者には特典として、同年10月23日に新木場で一夜限りで行われる「KODA KUMI SPECIAL LIVE"Dirty Ballroom"〜one night show〜」のペアチケット、あるいは「LIVE DVD&TABOOポスター2枚セット」、「LIVE DVD」、「TABOO」ポスターが抽選で当たる。
- 「TABOO」は、music.jp TV-CFソング、日本テレビ系「女子レスリング世界選手権2008」イメージソング、「ニンテンドーDS」ソフト『采配のゆくえ』TV-CFソングとなっており、R&B色を前面に打ち出したダンサブルなナンバーとなっている[1]。PVが2種類作成され、一つがストーリー性を重要視した内容、そして一方は倖田來未本人が引き立ったものとなっている。
- この曲に対して彼女は、「“TABOO”という禁じられた行為であったり、犯してはいけない領域を示す言葉をタイトルにあげているが、そういう捉え方ではなく、この楽曲に込めた意味は“タブーなんて存在しないのではないか？”という想いがあり、人々の閉ざしそうになった、タブーの扉の鍵を開けるきっかけに少しでもなって貰えたらという想いで制作した」と語っている[1]。
- カップリングの「Always」は、彼女のもうひとつの魅力である、女性らしい“しなやかさ”、“やわらかさ”からアプローチされ作られた、ミディアムなラヴソングとなっている[2]。
- 本作のリリースを記念して、着うた配信、彼女本人からの動画メッセージなどのコンテンツが用意されている『「TABOO」特設モバイルサイト』が開設された。
- 『第59回NHK紅白歌合戦』では、表題曲である「TABOO」を披露した。

## 収録曲

### CD+DVD・CD盤

#### CD
1. TABOO [3:55]
作詞：Kumi Koda、HIRO
作曲・編曲：HIRO
2. Always [4:31]
作詞：Kumi Koda
作曲・編曲：Daisuke“D.I"Imai
3. TABOO (HOUSE NATION Sunset In Ibiza Remix) [5:44]
4. TABOO (Instrumental) [3:55]
5. Always (Instrumental) [4:26]

#### DVD
1. TABOO (Music Video)
2. TABOO (Music Video)［Another Edition］
3. TABOO (Photo Slide Show)

### ファンクラブ会員限定盤
1. TABOO
2. TABOO (Instrumental)

## タイアップ
- music.jp TV-CFソング (#1)
- 日本テレビ系「女子レスリング世界選手権2008」イメージソング (#1)
- 「ニンテンドーDS」ソフト『采配のゆくえ』TV-CFソング (#1)

## 収録アルバム
- TABOO
  - 『TRICK』
  - 『BEST 〜third universe〜』
  - 『BEST 〜2000-2020〜』

- TABOO "HOUSE NATION Sunset In Ibiza Remix"
  - 『KODA KUMI DRIVING HIT'S』

## 収録ライブ映像
- TABOO
  - 『KODA KUMI SPECIAL LIVE “Dirty Ballroom” 〜One Night Show〜』(TRICK)
  - 『KODA KUMI LIVE TOUR 2009 〜TRICK〜』
  - 『KODA KUMI 2009 TAIWAN』(メドレー)
  - 『KODA KUMI LIVE TOUR 2010 〜UNIVERSE〜』(メドレー)
  - 『KODA KUMI 10th Anniversary 〜FANTASIA〜 in TOKYO DOME』(メドレー)
  - 『KODA KUMI Premium Night 〜Love & Songs〜』(Remixバージョン)
  - 『KODA KUMI LIVE TOUR 2013 〜JAPONESQUE〜』(メドレー)
  - 『Koda Kumi Hall Tour 2014 〜Bon Voyage〜』(メドレー)
  - 『Koda Kumi 15th Anniversary First Class 2nd LIMITED LIVE at STUDIO COAST』(WALK OF MY LIFE、ファンクラブ限定盤)
  - 『Koda Kumi 15th Anniversary Live Tour 2015 〜WALK OF MY LIFE〜』(メドレー)
  - 『KODA KUMI 15th Anniversary LIVE The Artist』
    - 『MY NAME IS...』(ファンクラブ限定盤)

  - 『KODA KUMI LIVE TOUR 2017 〜W FACE〜』
  - 『KODA KUMI 20th ANNIVERSARY TOUR 2020 MY NAME IS...』
  - 『billboard classics KODA KUMI Premium Symphonic Concert 2022 @festival hall』(WINGS)
- Always
  - 『KODA KUMI SPECIAL LIVE “Dirty Ballroom” 〜One Night Show〜』(TRICK)
  - 『KODA KUMI LIVE TOUR 2009 〜TRICK〜』
  - 『KODA KUMI 2009 TAIWAN』
  - 『Koda Kumi 15th Anniversary Live Tour 2015 〜WALK OF MY LIFE〜』